# Carlo Alessandro di Sassonia-Weimar-Eisenach
Carlo Alessandro Augusto Giovanni di Sassonia-Weimar-Eisenach (Weimar, 24 giugno 1818 – Weimar, 5 gennaio 1901) è stato granduca di Sassonia-Weimar-Eisenach dal 1853 fino alla sua morte.

## Biografia

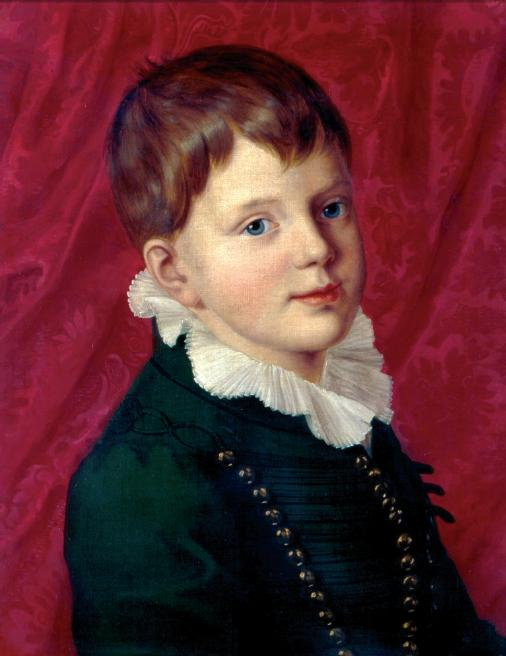
Ritratto del giovane Carlo Alessandro nel 1825

Nato a Weimar, Carlo Alessandro era il secondo, ma l'unico sopravvissuto, dei figli del granduca Carlo Federico di Sassonia-Weimar-Eisenach (1783 – 1853) e della granduchessa Maria Pavlovna (1786 – 1859).
Sin dalla gioventù, il giovane principe dimostrò un grande talento per lo studio, grazie ad educatori dello stampo dello svizzero Frédéric Soret, con il quale intraprese particolarmente lo studio delle lingue straniere, che parlava fluentemente. Nel 1835, dopo due anni di studi privati (diritto, storia e scienze naturali), frequentò l'Università di Lipsia e quella di Jena, ove nel 1841 si laureò in giurisprudenza.
Con le sue vedute liberali, Carlo Alessandro era un assiduo frequentatore dei circoli aristocratici ed aveva buoni contatti con molti politici, giornalisti e scrittori del suo tempo. Nel periodo rivoluzionario del 1848/1849 egli accolse segretamente a Weimar molti artisti liberali perseguitati, dando loro appoggio e sicurezza. Carlo Alessandro stabilì rapporti di stretta amicizia con Fanny Lewald e Hans Christian Andersen, ma quest'ultima amicizia si concluse nel 1849 a causa della guerra con la Danimarca, combattuta per il possesso dello Schleswig-Holstein. L'8 luglio 1853 suo padre morì e Carlo Alessandro divenne granduca.
Carlo Alessandro ristrutturò il castello di Wartburg e lasciò molte tracce di questi suoi rinnovamenti a Eisenach. Fu protettore di Richard Wagner e Franz Liszt, puntando soprattutto sul recupero dell'arte antica a Weimar. Nel 1860 creò la Scuola d'Arte di Weimar (con Arnold Böcklin, Franz von Lenbach e lo scultore Reinhold Begas).
Partecipò alla guerra Franco-Prussiana (1870-1871) solo nella "Samaritan", ma si dimostrò favorevole all'annessione dello Schleswig. Il 18 gennaio 1871 presenziò col figlio a Versailles alla proclamazione di Guglielmo di Prussia a imperatore di Germania.
Il suo regno terminò quasi in concomitanza con il Congresso di Weimar della Federazione Goethe, detta anche Lex Heinze, nel novembre 1900 e questo fece definire il suo periodo di governo l'età d'argento di Weimar.
Alla sua morte gli successe nel granducato il nipote Guglielmo Ernesto, dal momento che il suo unico figlio, Carlo Augusto, gli era premorto.

## Matrimonio e figli

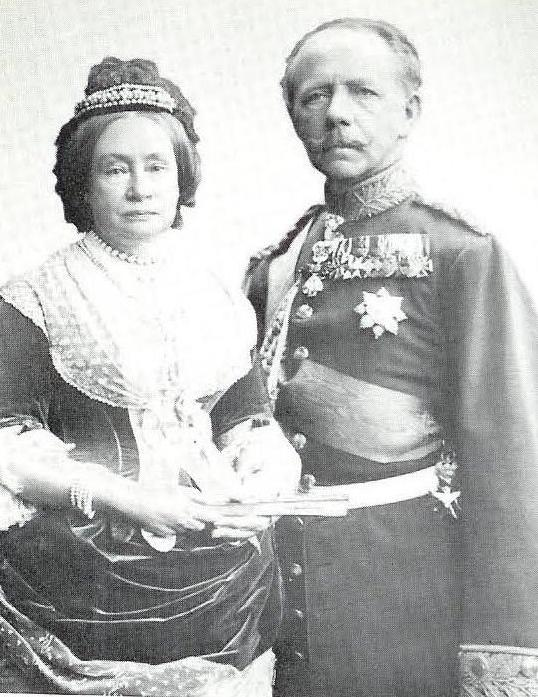
Carlo Alessandro e la moglie Sofia

A L'Aia, l'8 ottobre 1842, Carlo Alessandro sposò la sua prima cugina, la principessa Sofia d'Orange-Nassau (1824 – 1897), figlia di Guglielmo II dei Paesi Bassi e della granduchessa Anna Pavlovna Romanova, sorella di sua madre. Dal matrimonio nacquero:
- Carlo Augusto Guglielmo Nicola Alessandro Michele Bernardo Einrico Fiederico Stefano (31 luglio 1844 – 20 novembre 1894), sposato a Paolina di Sassonia-Weimar-Eisenach, padre del granduca Guglielmo Ernesto
- Maria Anna Alessandrina Sofia (20 gennaio 1849 – 6 maggio 1922), andata sposa al principe Enrico VII di Reuss-Köstritz
- Maria Anna Sofia Elisabetta (29 maggio 1851 – 26 maggio 1859)
- Elisabetta Sibilla Maria Dorotea Anna Amalia Luisa (28 febbraio 1854 – 10 luglio 1908), andata sposa a Giovanni Alberto di Meclemburgo-Schwerin, figlio di Federico Francesco II di Meclemburgo-Schwerin

## Ascendenza
|                                              |                      |                                                | Genitori                                  |  |  | Nonni |  |  | Bisnonni                                       |  |  | Trisnonni                            |  |
|                                              |                      |                                                |                                           |  |  |       |  |  | Ernesto Augusto II di Sassonia-Weimar-Eisenach |  |  | Ernesto Augusto I di Sassonia-Weimar |  |
|                                              |                      |                                                |                                           |  |  |       |  |  | Ernesto Augusto II di Sassonia-Weimar-Eisenach |  |  | Ernesto Augusto I di Sassonia-Weimar |  |
|                                              |                      | Sofia Carlotta di Brandeburgo-Bayreuth         |                                           |  |  |       |  |  | Ernesto Augusto II di Sassonia-Weimar-Eisenach |  |  |                                      |  |
| Carlo Augusto di Sassonia-Weimar-Eisenach    |                      |                                                |                                           |  |  |       |  |  | Ernesto Augusto II di Sassonia-Weimar-Eisenach |  |  |                                      |  |
|                                              |                      | Anna Amalia di Brunswick-Wolfenbüttel          | Carlo I di Brunswick-Wolfenbüttel         |  |  |       |  |  |                                                |  |  |                                      |  |
|                                              |                      | Anna Amalia di Brunswick-Wolfenbüttel          | Carlo I di Brunswick-Wolfenbüttel         |  |  |       |  |  |                                                |  |  |                                      |  |
|                                              |                      | Anna Amalia di Brunswick-Wolfenbüttel          | Filippina Carlotta di Prussia             |  |  |       |  |  |                                                |  |  |                                      |  |
| Carlo Federico di Sassonia-Weimar-Eisenach   |                      | Anna Amalia di Brunswick-Wolfenbüttel          |                                           |  |  |       |  |  |                                                |  |  |                                      |  |
|                                              |                      | Luigi IX d'Assia-Darmstadt                     | Luigi VIII d'Assia-Darmstadt              |  |  |       |  |  |                                                |  |  |                                      |  |
|                                              |                      | Luigi IX d'Assia-Darmstadt                     | Luigi VIII d'Assia-Darmstadt              |  |  |       |  |  |                                                |  |  |                                      |  |
|                                              |                      | Luigi IX d'Assia-Darmstadt                     | Carlotta di Hanau-Lichtenberg             |  |  |       |  |  |                                                |  |  |                                      |  |
| Luisa Augusta d'Assia-Darmstadt              |                      | Luigi IX d'Assia-Darmstadt                     |                                           |  |  |       |  |  |                                                |  |  |                                      |  |
|                                              |                      | Carolina del Palatinato-Zweibrücken-Birkenfeld | Cristiano III del Palatinato-Zweibrücken  |  |  |       |  |  |                                                |  |  |                                      |  |
|                                              |                      | Carolina del Palatinato-Zweibrücken-Birkenfeld | Cristiano III del Palatinato-Zweibrücken  |  |  |       |  |  |                                                |  |  |                                      |  |
|                                              |                      | Carolina del Palatinato-Zweibrücken-Birkenfeld | Carolina di Nassau-Saarbrücken            |  |  |       |  |  |                                                |  |  |                                      |  |
| Carlo Alessandro di Sassonia-Weimar-Eisenach |                      | Carolina del Palatinato-Zweibrücken-Birkenfeld |                                           |  |  |       |  |  |                                                |  |  |                                      |  |
|                                              | Pietro III di Russia | Carlo Federico di Holstein-Gottorp             |                                           |  |  |       |  |  |                                                |  |  |                                      |  |
|                                              | Pietro III di Russia | Carlo Federico di Holstein-Gottorp             |                                           |  |  |       |  |  |                                                |  |  |                                      |  |
|                                              | Pietro III di Russia | Anna Petrovna Romanova                         |                                           |  |  |       |  |  |                                                |  |  |                                      |  |
| Paolo I di Russia                            | Pietro III di Russia |                                                |                                           |  |  |       |  |  |                                                |  |  |                                      |  |
|                                              |                      | Caterina II di Russia                          | Cristiano Augusto di Anhalt-Zerbst        |  |  |       |  |  |                                                |  |  |                                      |  |
|                                              |                      | Caterina II di Russia                          | Cristiano Augusto di Anhalt-Zerbst        |  |  |       |  |  |                                                |  |  |                                      |  |
|                                              |                      | Caterina II di Russia                          | Giovanna di Holstein-Gottorp              |  |  |       |  |  |                                                |  |  |                                      |  |
| Maria Pavlovna di Russia                     |                      | Caterina II di Russia                          |                                           |  |  |       |  |  |                                                |  |  |                                      |  |
|                                              |                      | Federico II Eugenio di Württemberg             | Carlo I Alessandro di Württemberg         |  |  |       |  |  |                                                |  |  |                                      |  |
|                                              |                      | Federico II Eugenio di Württemberg             | Carlo I Alessandro di Württemberg         |  |  |       |  |  |                                                |  |  |                                      |  |
|                                              |                      | Federico II Eugenio di Württemberg             | Maria Augusta di Thurn und Taxis          |  |  |       |  |  |                                                |  |  |                                      |  |
| Sofia Dorotea di Württemberg                 |                      | Federico II Eugenio di Württemberg             |                                           |  |  |       |  |  |                                                |  |  |                                      |  |
|                                              |                      | Federica Dorotea di Brandeburgo-Schwedt        | Federico Guglielmo di Brandeburgo-Schwedt |  |  |       |  |  |                                                |  |  |                                      |  |
|                                              |                      | Federica Dorotea di Brandeburgo-Schwedt        | Federico Guglielmo di Brandeburgo-Schwedt |  |  |       |  |  |                                                |  |  |                                      |  |
|                                              |                      | Federica Dorotea di Brandeburgo-Schwedt        | Sofia Dorotea di Prussia                  |  |  |       |  |  |                                                |  |  |                                      |  |
|                                              |                      | Federica Dorotea di Brandeburgo-Schwedt        |                                           |  |  |       |  |  |                                                |  |  |                                      |  |

## Opere

### Pubblicazioni
- Tagebuchblätter von einer Reise nach München und Tirol im Jahre 1858. Hrsg. v. Conrad Höfer, Kühner, Eisenach 1933.

### Corrispondenza
- Briefwechsel zwischen Joseph Viktor von Scheffel und Carl Alexander, Großherzog von Sachsen-Weimar-Eisenach, Karlsruhe 1928.
- Carl Alexander und die Wartburg in Briefen an Hugo von Ritgen, Moritz von Schwind und Hans Lucas von Cranach. Letsch, Hannover 1925.
- Großherzog Carl Alexander und Fanny Lewald-Stahr in ihren Briefen 1848-1889. 2 Bde., eingeleitet und hrsg. v. Rudolf Göhler, Mittler, Berlin 1932.
- Mein edler, theurer Großherzog! Briefwechsel zwischen Hans Christian Andersen und Großherzog Carl Alexander von Sachsen-Weimar-Eisenach. Hrsg. v. Ivy York Möller-Christensen und Ernst Möller-Christensen, Wallstein, Göttingen 1992.
- Mein gnädigster Herr! Meine gütige Korrespondentin! Fanny Lewalds Briefwechsel mit Carl Alexander von Sachsen-Weimar 1848 - 1889. Introduzione a cura di Eckart Kleßmann, Böhlau, Weimar 2000.

## Onorificenze

### Posizioni militari onorarie
| Forza militare              | Unità              | Posizione           |
| --------------------------- | ------------------ | ------------------- |
| Forze armate della Prussia  | Esercito prussiano | Colonnello generale |
| Forze armate della Sassonia | Esercito sassone   | Colonnello generale |